# 中央区立明正小学校

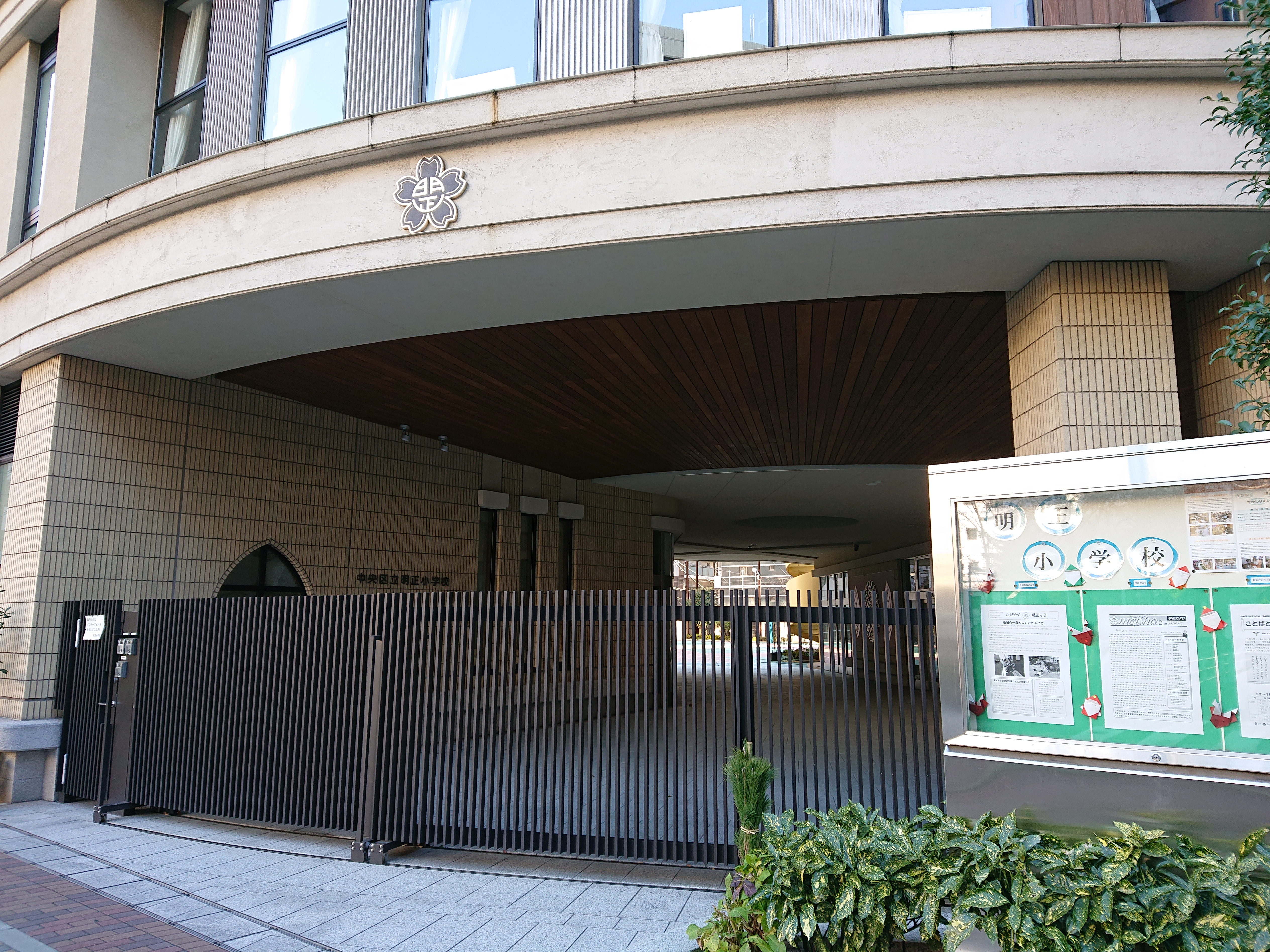
中央区立明正小学校正門

中央区立明正小学校（ちゅうおうくりつ めいしょうしょうがっこう）は、東京都中央区新川2丁目にある公立小学校。中央区立明正幼稚園を併設する。

## 沿革
- 1927年（昭和2年）
  - 3月1日 - 霊岸島尋常小学校と越前堀尋常小学校を統合し、東京市明正尋常小学校創立[1][2][3]。
  - 5月30日 - 校舎竣工[2]。
- 1946年（昭和21年） - 空襲により、講堂を残して焼失した事から、廃校となる[2]。その後、一時的に戦災者収容住宅として利用された。
- 1951年（昭和26年） - 復校[2]。
- 1959年（昭和34年）4月1日 - 中央区立明正幼稚園を明正小学校内に併設する[4]。
- 2010年（平成22年）9月1日 - 中央小学校校舎の建て替えに伴ない、その児童を受け入れ、授業開始。
- 2012年（平成24年）
  - 7月7日 - 明正幼稚園と合同で校園舎お別れ会を挙行する[5]。
  - 9月3日 - 校園舎の建て替えに伴ない、明正幼稚園とともに中央小学校新校園舎に移転し、教育活動開始。
- 2014年（平成26年）
  - 7月31日 - 本校校舎を含む複合施設が竣工[6]。
  - 9月1日 - 新校舎にて教育活動開始。
  - 10月25日 - 新校園舎落成式を挙行する[7]。

## 通学区域と進学先中学校
出典

### 通学区域
- 新川（全域）

小学校の児童数と教員数
| 年度     | 児童総数 | 1年生 | 2年生 | 3年生 | 4年生 | 5年生 | 6年生 | 教員数 | 職員数 |
| -------- | -------- | ----- | ----- | ----- | ----- | ----- | ----- | ------ | ------ |
| 令和元年 | 315人    | 67人  | 59人  | 50人  | 52人  | 49人  | 38人  | 22人   | 3人    |
| 令和2年  | 349人    | 71人  | 65人  | 60人  | 51人  | 54人  | 48人  | 26人   | 3人    |
| 令和3年  | 389人    | 89人  | 69人  | 62人  | 66人  | 49人  | 54人  | 27人   | 3人    |
| 令和4年  | 398人    | 62人  | 90人  | 68人  | 62人  | 63人  | 53人  | 27人   | 3人    |
| 令和5年  | 393人    | 54人  | 60人  | 87人  | 71人  | 60人  | 61人  | 29人   | 2人    |

### 進学先中学校
- 中央区立銀座中学校

## 周辺
- 中央区立明正幼稚園 - 同一建物内かつ、進級前幼稚園のひとつ。
- 中央区立新川児童館 - 同一建物内
- 中央区立越前堀児童公園 - 中央区道をはさんで、敷地が隣接。
- 老人ホームサニーパレス京橋 - 中央区道をはさんで、敷地が隣接。
- 日本図書館協会
- 馬事畜産会館
- 新川金刀比羅神社
- 亀島川
- このほか、東京日本橋シティタワーなどのマンション・アパートも点在する。

## アクセス
- 東京メトロ日比谷線・東西線茅場町駅（A1出口）から、徒歩8分。
- JR東日本京葉線・東京メトロ日比谷線八丁堀駅（A4出口）から、徒歩8分。
- 学校ホームページ内の「アクセス」には記載無いが、都営バス「東15」・「東16」の各系統で、「新川」・「新川二丁目」の各バス停からもアクセス可能。

## 主な出身者
- 杉下茂 - 元プロ野球選手。4年時に錦華小へ転校